# 庫克斯維爾 (伊利諾伊州)
庫克斯維爾（英語：Cooksville）是位於美國伊利諾伊州麥克萊恩縣的一個村落。

## 地理
庫克斯維爾的座標為40°32′32″N 88°42′59″W / 40.54222°N 88.71639°W，而該地最高點為海拔高度234米（即768英尺）。

## 人口
根據2010年美國人口普查的數據，庫克斯維爾的面積為0.63平方千米，當中陸地面積為0.63平方千米，而水域面積為0.00平方千米。當地共有人口183人，而人口密度為每平方千米290人。